# Cosmosoma advena
Cosmosoma advena is een beervlinder uit de familie van de spinneruilen (Erebidae). De wetenschappelijke naam van de soort is voor het eerst geldig gepubliceerd in 1884 door Druce.